# Erick Avari
Erick Avari (em gujarati: એરિક અવારી; romaniz.: Ērika Avārī), nascido Nariman Eruch Avari (em gujarati: નરીમન એરુચ અવારી; romaniz.: Narīmana Ēruca Avārī; nascido em Darjeeling, em 13 de abril de 1952) é um ator indiano, naturalizado nos Estados Unidos.
Conhecido pelos papéis no cinema em Stargate, Independence Day, A Múmia, Planeta dos Macacos, Home Alone 4, Mr. Deeds, Daredevil e Hachiko: A Dog's Story e Paul Blart: Mall Cop.
Na televisão, já fez aparições em várias séries, como The Fresh Prince of Bel-Air, Stargate SG-1, Law & Order, Arquivo X, Alias, Heroes, Star Trek: Enterprise, O Mentalista e Castle.
Em 2014, Avari dublou o Mestre Rahool no videogame de ficção científica Destiny, um papel que ele reprisou na sequência.
Em 2019, Avari interpretou Nicodemos na série histórica de televisão The Chosen, baseada na vida de Jesus Cristo. Avari declarou que iria se aposentar após o fim de sua participação na série, porém ainda poderia vir a atuar em outros projetos futuramente.

## Biografia
Ele nasceu em Darjeeling, Bengala Ocidental, na Índia, em uma família parsi - zoroastriana. Seu pai, Eruch Avari, dirigiu dois cinemas, o Capitólio e o Rink. Sua educação inicial foi na prestigiada North Point School, da qual ele participou como acadêmico. Mais tarde estudou no College of Charleston.
Erick é um membro da família Avari-Madan de Darjeeling e Calcutá. Seu tataravô foi Jamshedji Framji Madan, um dos pioneiros do cinema indiano.